# Elecciones federales de 2012 en Baja California Sur
Las Elecciones federales en Baja California Sur de 2012 se llevaron a cabo el domingo 1 de julio de 2012, renovándose los titulares de los siguientes cargos de elección popular del estado mexicano de Baja California Sur:
Diputados Federales de Baja California Sur. Dos de ellos electos por mayoría relativa, elegidos en cada uno de los Distritos electorales, mientras que los otros son elegidos mediante representación proporcional. 
Senadores de Baja California Sur. Dos de ellos electos por mayoría relativa, uno electo por primera minoría, elegidos en una elección a nivel estatal. 
La coalición que participa en el estado fue "Movimiento Progresista". La coalición federal de "Compromiso por México" participó dividida en los dos partidos políticos que la conforman, así lo anunciaron los dirigentes estatales de ambas fuerzas políticas.

## Resultados

### Presidente de la República
|  | 41.38 % |

|  | 29.65 % |

|  | 24.95 % |

|  | 1.95 % |

|  | 0.04 % |

|  | 97.97 % |

|  | 2.03 % |

|  | 100.00 % |

|  | 58.81 % |

#### Resultados por Distrito Federal
|  | 42.79 % |

|  | 29.88 % |

|  | 23.37 % |

|  | 1.99 % |

|  | 40.15 % |

|  | 29.45 % |

|  | 26.32 % |

|  | 1.92 % |

|  | 41.38 % |

|  | 29.65 % |

|  | 24.95 % |

|  | 1.95 % |

#### Resultados por Municipio
|  | 46.35 % |

|  | 34.84 % |

|  | 15.25 % |

|  | 1.45 % |

|  | 41.43 % |

|  | 25.57 % |

|  | 28.92 % |

|  | 2.12 % |

|  | 50.96 % |

|  | 33.49 % |

|  | 12.81 % |

|  | 1.11 % |

|  | 37.75 % |

|  | 32.45 % |

|  | 25.74 % |

|  | 1.91 % |

|  | 44.64 % |

|  | 30.81 % |

|  | 19.92 % |

|  | 2.25 % |

|  | 41.38 % |

|  | 29.65 % |

|  | 24.95 % |

|  | 1.95 % |

### Senado de la República
|  | 35.29 % |

|  | 32.75 % |

|  | 19.45 % |

|  | 2.33 % |

|  | 2.03 % |

|  | 0.06 % |

|  | 91.91 % |

|  | 8.09 % |

|  | 100.00 % |

|  | 57.50 % |

#### Resultados por Distrito Federal
|  | 36.02 % |

|  | 33.63 % |

|  | 18.58 % |

|  | 2.23 % |

|  | 1.44 % |

|  | 34.65 % |

|  | 31.99 % |

|  | 20.21 % |

|  | 2.42 % |

|  | 2.54 % |

|  | 35.29 % |

|  | 32.75 % |

|  | 19.45 % |

|  | 2.33 % |

|  | 2.03 % |

#### Resultados por Municipio
|  | 37.40 % |

|  | 37.31 % |

|  | 13.80 % |

|  | 1.46 % |

|  | 1.12 % |

|  | 36.34 % |

|  | 30.49 % |

|  | 21.08 % |

|  | 2.51 % |

|  | 1.60 % |

|  | 43.51 % |

|  | 36.97 % |

|  | 8.84 % |

|  | 1.19 % |

|  | 0.90 % |

|  | 32.37 % |

|  | 34.01 % |

|  | 20.10 % |

|  | 2.46 % |

|  | 3.12 % |

|  | 35.42 % |

|  | 31.44 % |

|  | 20.30 % |

|  | 2.50 % |

|  | 1.66 % |

|  | 35.29 % |

|  | 32.75 % |

|  | 19.45 % |

|  | 2.33 % |

|  | 2.03 % |

### Diputados federales
|  | 35.44 % |

|  | 30.51 % |

|  | 11.65 % |

|  | 19.10 % |

|  | 4.29 % |

|  | 3.15 % |

|  | 3.83 % |

|  | 2.67 % |

|  | 0.07 % |

|  | 91.62 % |

|  | 8.38 % |

|  | 100.00 % |

|  | 57.42 % |

#### Resultados por Distrito Federal
|  | 37.28 % |

|  | 29.70 % |

|  | 18.83 % |

|  | 3.95 % |

|  | 1.93 % |

|  | 33.86 % |

|  | 31.20 % |

|  | 19.34 % |

|  | 3.73 % |

|  | 3.31 % |

|  | 35.44 % |

|  | 30.51 % |

|  | 19.10 % |

|  | 3.83 % |

|  | 2.67 % |

#### Resultados por Municipio
|  | 43.63 % |

|  | 26.27 % |

|  | 18.65 % |

|  | 1.94 % |

|  | 1.06 % |

|  | 31.17 % |

|  | 32.12 % |

|  | 20.81 % |

|  | 4.79 % |

|  | 2.56 % |

|  | 41.24 % |

|  | 38.98 % |

|  | 7.79 % |

|  | 1.95 % |

|  | 1.11 % |

|  | 38.00 % |

|  | 27.89 % |

|  | 18.69 % |

|  | 3.47 % |

|  | 3.80 % |

|  | 33.55 % |

|  | 35.82 % |

|  | 16.33 % |

|  | 3.72 % |

|  | 1.68 % |

|  | 35.44 % |

|  | 30.51 % |

|  | 19.10 % |

|  | 3.83 % |

|  | 2.67 % |